# معدن شمام
معدن شمام الأثري هو معدن فضة ونحاس  من معادن إقليم اليمامة وسط السعودية, والتي بلغت ذروة نشاطها في العصر العباسي.

## التسمية
شمام كقَطَامِ, مبني على الكسر , ويروى بصيغة ما لا ينصرف من أسماء الأعلام , وهو مشتق من الشمم أي العلو .

## الوصف
معدن فضة ومعدن نحاس٬ من معادن اليمامة٬ كان له شأن عظيم٬ يقع المعدن في العرض٬ في سواد باهلة٬ وهو ما ليس في الوقت الحاضر عرض القويعية ٬ وابنا شمام هما قمتان بارزتان٬ لجبل يعرف باسم (شمام)٬ ويقع هذا المعدن إلى الغرب من مدينة القويعية على بعد 40كم تقريبًا٬ ولا تزال آثار التعدين في هذا الموقع بارزة حتى الآن.

## قيل عنه
- الهمداني:[3] معدن شمام الفضة والصفر من أرض نجد, وشمام قرية عظيمة , كان فيها فيما يقال ألف من المجوس و كان فيها بيتا نار و ابنا شمام جبلان بها وقد خربت وكان عمرانها في الجاهلية وأكثر مدة الإسلام.
- صنفه الأصفهاني من ضمن معادن اليمامة و شكر أنه يقع في سواد باهلة و قال في موضع آخر : (وابنا شمام: بالسواد , يدفع عليهما عرض السواد وهو غير عرض اليمامة)[4]
- المؤرخ والأديب الهجري : هو لبني نمير.[5]